# ピアノソナタ第14番 (ベートーヴェン)

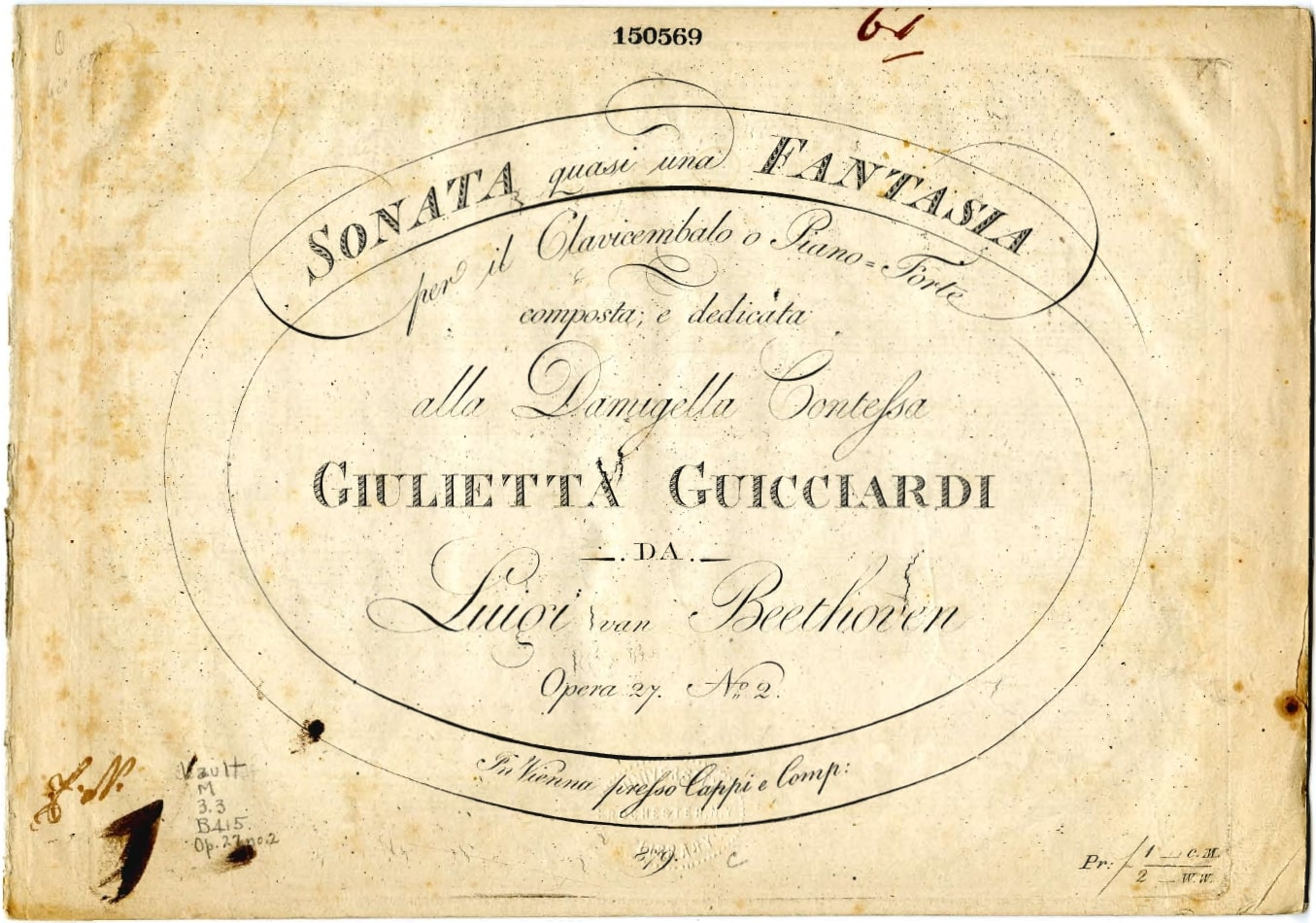
初版譜表紙 1802年

ピアノソナタ第14番（ピアノソナタだいじゅうよんばん）嬰ハ短調 作品27-2 『幻想曲風ソナタ』（"Sonata quasi una Fantasia"）は、ルートヴィヒ・ヴァン・ベートーヴェンが1801年に作曲したピアノソナタ。『月光ソナタ』という通称とともに広く知られている。

## 概要
1801年、ベートーヴェンが30歳のときの作品。1802年3月のカッピによる出版が初版であり、ピアノソナタ第13番と対になって作品27として発表された。両曲ともに作曲者自身により「幻想曲風ソナタ」という題名を付されており、これによって曲に与えられた性格が明確に表されている。
『月光ソナタ』という愛称はドイツの音楽評論家、詩人であるルートヴィヒ・レルシュタープのコメントに由来する。ベートーヴェンの死後5年が経過した1832年、レルシュタープはこの曲の第1楽章がもたらす効果を指して「スイスのルツェルン湖の月光の波に揺らぐ小舟のよう」と表現した。以後10年経たぬうちに『月光ソナタ』という名称がドイツ語や英語による出版物において使用されるようになり、19世紀終盤に至るとこの名称が世界的に知られるようになる。一方、作曲者の弟子であったカール・チェルニーもレルシュタープの言及に先駆けて「夜景、遥か彼方から魂の悲しげな声が聞こえる」と述べている。このように『月光ソナタ』の愛称と共に広く知られる以前より人々の想像を掻き立て、人気を博した本作であったが、ベートーヴェン自身はそのことを快く思っていなかったとされる。なお、後述の尋常小学校の物語が引用されることがあるが、作り話である。
曲は伯爵令嬢ジュリエッタ・グイチャルディに献呈された。ベートーヴェンはブルンスヴィック家を介した縁で自らのピアノの弟子となったこの14歳年少の少女に夢中になる。1801年11月16日に友人のフランツ・ベルハルト・ヴェーゲラーへ宛てた書簡には次のようにある。「このたびの変化は1人の可愛い魅力に富んだ娘のためなのです。彼女は私を愛し、私も彼女を愛している。（中略）ただ、残念なことには身分が違うのです」。その後、グイチャルディはヴェンゼル・ロベルト・フォン・ガレンベルクと結婚してベートーヴェンのもとを去っていく。この献呈は当初から意図されていたわけではなく、グイチャルディにはロンド ト長調 作品51-2が捧げられるはずであった。しかし、ロンドをヘンリエッテ・リヒノフスキー伯爵令嬢へ贈ることが決まり、代わりにグイチャルディへと献呈されたのがこのソナタであったようである。なお、ジュリエッタはアントン・シンドラーの伝記で「不滅の恋人」であるとされている。
曲の内容は『幻想曲風ソナタ』という表題が示すとおり、伝統的な古典派ソナタから離れてロマン的な表現に接近している。速度の面では緩やかな第1楽章、軽快な第2楽章、急速な第3楽章と楽章が進行するごとにテンポが速くなる序破急的な展開となっている。また、形式的にはソナタ形式のフィナーレに重心が置かれた均衡の取れた楽章配置が取られ、情動の変遷が強健な意志の下に揺るぎない帰結を迎えるというベートーヴェン特有の音楽が明瞭に立ち現われている。
本作はピアノソナタ第8番『悲愴』、同第23番（熱情）と並んで3大ピアノソナタと呼ばれることもある。

## 演奏時間
約15-16分。

## 楽曲構成

### 第1楽章
Adagio sostenuto 2/2拍子 嬰ハ短調
三部形式。『月光の曲』として非常に有名な楽章である。冒頭に「全曲を通して可能な限り繊細に、またsordinoを使用せずに演奏すること」（Si deve suonare tutto questo pezzo delicatissimamente e senza sordino.）との指示がある（譜例1）。「sordino（弱音器）」とは「ダンパー」のことを指すとされ、冒頭の指示は現代のピアノにおいては「サステインペダルを踏み込んだ状態で」と解釈される。
譜例1
序奏に続いてA主題が提示される（譜例2）。途切れることのない3連符の上に出される符点リズムの旋律は、葬送と関係するという見方もある。
譜例2
続く素材(B主題)はロ長調(?)で出される（譜例3）。
譜例3
中間部が譜例2から始まるとやがて旋律的要素は影をひそめ、3連符の音型が緩やかに弧を描きつつ高音へ昇って降りきたり、その後譜例2の再現を行い、その途中からはホ長調でA主題の旋律が始まり、譜例3(B主題)も続いて嬰ハ長調(?)で再現される。3連符の動きが約2オクターブの音域を行きつ戻りつする中、低音部で譜例2のリズムが繰り返されるコーダを経て、最弱音で楽章を閉じる。アタッカの指示があり、休みを置かずにただちに次の楽章に移る。

### 第2楽章
Allegretto 3/4拍子 変ニ長調
複合三部形式。スケルツォもしくはメヌエットに相当する楽章であるが、いずれであるとも明記されていない。暗い両端楽章の間にあって効果的に両者を繋ぐ役割を果たしており、フランツ・リストはこの楽章を「2つの深淵の間の一輪の花」に例えた。レガートとスタッカートが対比される譜例4により開始される。
譜例4
譜例4が変奏され、なだらかな中間楽節が出ると譜例4が回帰して主部を結び、中間以降が繰り返される。トリオは二部形式で前後半が各々反復される。前半はアクセントが強調されて重々しく奏される（譜例5）。
譜例5
後半はピアニッシモで始まった後に再びアクセントが強調されるが、最後は穏やかに結ばれる。反復後にアレグレット・ダ・カーポで主部に戻る。

### 第3楽章
Presto agitato 4/4拍子 嬰ハ短調
ソナタ形式。ピアノソナタ第14番としては、第3楽章のみソナタ形式となっている。堅牢な構築の上に激情がほとばしり、類稀なピアノ音楽となった。急速に上昇するアルペッジョからなる譜例6の第1主題は、第1楽章の3連符の動機を急速に展開させたものである。頂点のスフォルツァンドでダンパーが解放される。
譜例6
第2主題には、短調のソナタ形式としては珍しく、属調の嬰ト短調で現れ、第1主題と対照的に流麗な旋律である（譜例7）。
譜例7
第2主題が変奏して繰り返された後、経過句の部分にナポリの6の和音が結構長く使われ、続いて譜例8が出されて緊張感が高まる。
譜例8
高まった緊張がコデッタでしばし和らぎ、提示部の繰り返しとなる。展開部はまず第1主題に始まって、まもなく嬰ヘ短調による第2主題へと接続される。主題は低音部に移され、徐々に勢いを落としてピアニッシモに落ち着く。途中で、一瞬ト長調に転調するが、すぐに嬰ヘ短調を呼び戻し、嬰ハ短調の属和音まで突進する。
再現部は第1主題の再現後に経過句を省略して(推移無し・確保無し)、主調のままの嬰ハ短調で第2主題(譜例7)の再現を行い、譜例8もこれに続くが、譜例8の途中の部分からは、旋律が提示部と同じ形ではなくちょっとした変奏が求められている。コーダは規模の大きな堂々たるもので、まず譜例6に始まり減七の和音がフェルマータを付されて引き伸ばされる。続いて譜例7が扱われると、およそ3オクターブを駆け巡るアルペッジョが吹き荒れる。カデンツァ風のパッセージを経て一度アダージョに落ち着くものの、すぐさま元のテンポに復帰して提示部コデッタに現れた旋律を出す。最後は両手のユニゾンでアルペッジョを奏し、フォルテッシモの主和音が全曲に終止符を打つ。

## 「月光の曲」
日本では戦前の尋常小学校の国語の教科書に、「月光の曲」と題する仮構が読み物として掲載されたことがあった。
この物語は19世紀にヨーロッパで創作され、愛好家向けの音楽新聞あるいは音楽雑誌に掲載された。日本では、1888年に積善館より出版された英語テキスト『New national readers』第5巻およびその日本語訳『ニューナショナル第五読本直訳』の12章に「BEETHOVEN'S MOONLIGHT SONATA」（第十二課　「ベトーブン」ノ月光ノ「ソナタ」）として掲載された。
その後、1892年に上梓された小柳一蔵著『海外遺芳巻ノ一』に『月夜奏琴』という表題で掲載されている。『月夜奏琴』を口語調に書き直したものが『月光の曲』である。

### あらすじ
ベートーヴェンが月夜の街を散歩していると、ある家の中からピアノを弾く音が聞こえた。良く見てみるとそれは盲目の少女であった。感動したベートーヴェンはその家を訪れ、溢れる感情を元に即興演奏を行った。自分の家に帰ったベートーヴェンはその演奏を思い出しながら曲を書き上げた。これが「月光の曲」である。

## ピアノソナタ第14番「月光」を使用した作品など
- レオポルド・ストコフスキー編曲による管弦楽版。
- 華の嵐 - 1988年に公開された東海テレビ・泉放送制作制作のテレビドラマ。高木美保演ずるヒロインの朝倉柳子が、気持ちが昂ぶったときにしばしばピアノで第3楽章を演奏する。
- ルードウィヒ・B - 手塚治虫による、ベートーヴェンを題材にした漫画。手塚の死去のため絶筆となった作品で、ベートーヴェンが月光を演奏したシーンで未完となっている。
- ALIVE - X JAPANの楽曲。イントロ部分で使用されている。
- Love the warz - SEKAI NO OWARIの楽曲。
- 月光の夏 - 1993年に公開された神山征二郎監督の日本映画。
- メタルマックス4 月光のディーヴァ - 角川ゲームス（エンターブレインレーベル）から発売されたゲーム。登場人物であるズキーヤと鬼婆により第3楽章が演奏される。演奏者・編曲者は門倉聡。
- 狂い月 - ３色ぱん制作によるフリーゲーム。オープニングにて使用されている。
- 名探偵コナン ピアノソナタ『月光』殺人事件  - 第1楽章と第2楽章が流れる場面がある。
- ファイアーホーク  - 1989年に発売されたゲームアーツ制作のパソコンゲーム。前作テグザーとのストーリー上のつながりを示すオープニング中で第一楽章が使われており、未帰還となったテグザーの悲劇性を強調している。
- バイオハザード - 1996年にカプコンより発売されたPlayStation用ホラーアクションアドベンチャーゲーム。洋館内にあるピアノで第１楽章を演奏すると、仕掛けが起動する。
- ゴジラvsガイガンレクス‐GEMSTONEによる映像制作されたCG作品の作中にガイガンレクス登場BGMとして第三楽章が使用された。
- 陰の実力者になりたくて！- 主人公のシド・カゲノー（影野 ミノル）が自身のお気に入りの曲として、稀に第1楽章を演奏する。また、作中では第1楽章のみで「月光」と呼ばれている。